# T-POP
T-POP（ティー・ポップ）は、台湾語による大衆音楽の総称である。広義だと、台湾で発表された楽曲を指す（C-POPの一部）。英語ではTai-pop（台湾ポップ）と呼ばれることがある。日本統治時代の台湾では1930年代から台湾語による楽曲の発表も次第に認められてきたが、中華民国（中国国民党政権下）では「台湾省戒厳令」解除後の1987年まで禁止されていた。今日では、東南アジア諸国の華僑の一つである閩南民系の間でも流行している。
【別の意味】: タイ王国のpop。